# Cicindela politula
Cicindela politula este o specie de insecte coleoptere descrisă de Leconte în anul 1875. Cicindela politula face parte din genul Cicindela, familia Carabidae.

## Subspecii
Această specie cuprinde următoarele subspecii:
- C. p. barbarannae
- C. p. petrophila
- C. p. politula
- C. p. viridimonticola